# Desmidium aptogonum
Desmidium aptogonum là một loài Song tinh tảo trong họ Desmidiaceae, thuộc chi Desmidium.